# Sorato Anraku
Sorato Anraku (født 2006) er en japansk sportsklatrer.
Han repræsenterede Japan ved sommer-OL 2024 i Paris, hvor han vandt sølv i den kombinerede disciplin.